# Antho hallezi
Antho hallezi är en svampdjursart som först beskrevs av Topsent 1904.  Antho hallezi ingår i släktet Antho och familjen Microcionidae. Inga underarter finns listade i Catalogue of Life.